# Francesco Scarlatti
Francesco Scarlatti (5 décembre 1666 - vers 1741) est un compositeur et musicien baroque italien.
Francesco avait sept frères et sœurs, tous musiciens. Il est toujours resté dans l'ombre de ses parents les plus connus, Alessandro Scarlatti (son frère aîné) et Domenico Scarlatti son neveu. Cependant, Francesco lui-même était un musicien accompli et a occupé plusieurs postes.

## Biographie
Scarlatti est né à Palerme, en Sicile. L'île étant sous le contrôle du royaume de Naples, Francesco est allé étudier au célèbre Conservatorio de cette ville. Alessandro le fit nommer, après ses études, comme maitre de chapelle et violoniste à la Chapelle Royale de Naples en 1684. Sa nomination fut controversée : nombre de musiciens napolitains s'indignent de l'influence du jeune provincial à la cour, et de sa nomination à la place d'un musicien local. Francesco était aussi chef d'orchestre à la cour et a travaillé pour son frère pendant sept ans, avant de revenir à Palerme en 1691.
En 1690, il épousa Rosalina Albano qui mourut en 1706 après avoir donné naissance à cinq enfants. 
On ne sait pas vraiment quel poste il a occupé à Palerme, mais il semble être resté dans cette ville pendant près de 24 ans. Il dut être actif, car un oratorio de lui, aujourd'hui perdu, a été joué an Vatican en 1699.
En 1715, recommandé par Johann Fux, il postule pour le poste de Kapellmeister à Vienne en Autriche, mais échoue dans cette démarche.
Il a déménagé à Londres en 1719, possiblement à l'invitation du violoniste et compositeur Francesco Geminiani, ancien élève d'Alessandro, qui travaillait pour la cour de Londres. On ne sait presque rien de son séjour à Londres. On pense qu'il a probablement travaillé dans des orchestres de théâtre. Scarlatti a été recommandé à James Brydges, 1er duc de Chandos par John Arbuthnot. Brydges, mécène de Haendel, avait établi un ensemble musical dans sa maison principale, Cannons in Middlesex, mais Scarlatti ne semble pas l'avoir rejoint.
En 1733, Francesco Scarlatti s'installe à Dublin, où il se remarie peut-être avec une femme prénommée Jane. Un avis dans le Dublin Journal de Faulkner du 11 août 1733 décline les dettes contractées par elle : « Jane Scarlatti, épouse de Francis Scarlatti, maître de musique, s'est enfuie de son mari. Il est à désirer que personne ne puisse donner aucun crédit à ladite Jane Scarlatti à cause de son dit mari ; car il ne paiera aucune dette qu'elle contractera ; ni répondra aux factures qu'elle tirerait sur lui ».

La dernière trace de Francesco Scarlatti date de janvier 1741, témoignant d'une fin difficile. Il s'agit d'une annonce pour un concert de bienfaisance donné à son bénéfice : 

« Pour cause d'un long confinement dû à la maladie, et se retrouvant dans une situation de détresse, un CONCERT OF MUSICK sera donné, le samedi 7 février, à la Maison de Musique de Geminiani. Mr Dubourg sera soliste et Mme Worsdale chantera quelques chansons. »

Aucune autre trace ne reste de Scarlatti. On pense qu'il est mort à Dublin peu de temps après.

## Œuvres choisies

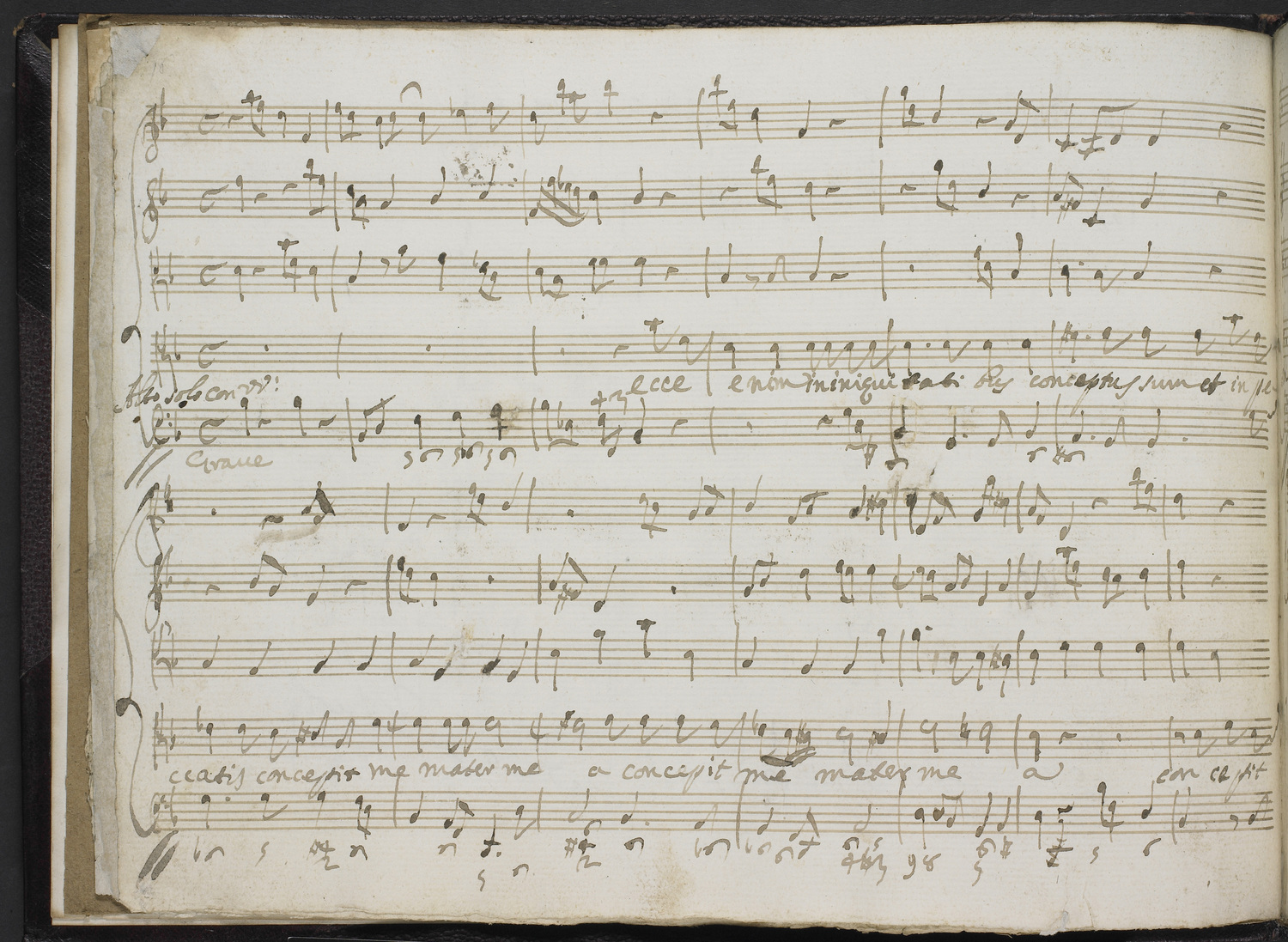
Manuscrit autographe du Miserere mei Deus de Scarlatti

- Laetatus sum (Psaume 122) pour SSATB avec cordes et continuo
- Dixit dominus (Psaume 110) pour seize chanteurs avec orchestre (1702)
- Messe, Kyrie et Gloria pour 16 chanteurs avec instruments (1703)
- Miserere (Psaume 51) pour chœur SSATB avec instruments (1714)

Les manuscrits dédicacés de la Messa et du Dixit Dominus se trouvent maintenant à la Bodleian Library d'Oxford. Une copie autorisée du Miserere est conservée à l'Österreichische Nationalbibliothek, Vienne.

## Discographie sélective
- Dixit Dominus, Mass et Miserere (incomplet), interprétés par Emma Kirkby (soprano), Armonico Consort, Concerto Gallese, l'English Cornett and Sackbutt Ensemble, Christopher Monks (chef d'orchestre), Deux-Elles DXL 1096 (CD, 2004).
- Miserere mei, Deus (Psaume 50), interprété par l'Ensemble Ex Tempore, Florian Heyerick (direction), Et cetera KTC 1298 (CD, 2005).
- cinq Concerti grossi pour violon et orchestre, interprétés par Martyna Pastuszka (violon, chef d'orchestre), Małgorzata Malke (violon), Orkiestra Historyczna, Muso mu-030 (CD, 2019).
- Dixit Dominus, Messe, interprété par Armonico Consort, Christopher Monks (chef d'orchestre), Signum Classics SIGCD 740 (CD, 2023).